# 天津增廿六
天鵝座69，又名BD+36 4557，HD 204172、SAO 71329、HR 8209，是天鵝座的一颗恒星，视星等为5.94，位于銀經83.39，銀緯-9.96，其B1900.0坐标为赤經21h 21m 41.7s，赤緯+36° -9.96′ 7″。